# Mários Nicoláou
Pour les articles homonymes, voir Nicolaou.
Mários Nicoláou (en grec moderne : Μάριος Νικολάου), né le 4 octobre 1983 à Limassol en Chypre, est un footballeur international chypriote, qui évolue au poste de milieu défensif avant de devenir entraîneur.

## Biographie

### Carrière de joueur
Mários Nicoláou dispute 8 matchs en Ligue des champions, 11 matchs en Ligue Europa, et 4 matchs en Coupe Intertoto,.

### Carrière internationale
Mários Nicoláou compte 51 sélections et un but avec l'équipe de Chypre depuis 2007. 
Il est convoqué pour la première fois par le sélectionneur national Ángelos Anastasiádis pour un match des éliminatoires de l'Euro 2008 contre Saint-Marin le 22 août 2007 (victoire 1-0). Par la suite, le 11 février 2009, il inscrit son unique but en sélection contre la Slovaquie, lors d'un match amical (victoire 3-2).

## Palmarès
- Avec l'Omonia Nicosie
  - Champion de Chypre en 2003

- Avec l'AEL Limassol
  - Champion de Chypre en 2012
  - Vainqueur de la Supercoupe de Chypre en 2015

## Statistiques

### Buts en sélection
Le tableau suivant liste tous les buts inscrits par Mários Nicoláou avec l'équipe de Chypre :